# Spodnja Ročica
Spodnja Ročica je naselje v Občini Benedikt.